# Mata (Castelo Branco)
Mata ist ein Ort und eine ehemalige Gemeinde (Freguesia) im portugiesischen Kreis Castelo Branco. Die Gemeinde hatte 469 Einwohner (Stand 30. Juni 2011).
Am 29. September 2013 wurden die Gemeinden Mata und Escalos de Baixo zur neuen Gemeinde União das Freguesias de Escalos de Baixo e Mata zusammengeschlossen.